# Denis Boutant
Pour les articles homonymes, voir Boutant.
Denis Boutant est un caricaturiste et dessinateur de presse français.

## Biographie
Né en avril 1955 au Maroc, Denis Boutant collabore dès les années 1970 à l'équipe du Professeur Choron (Charlie), puis Fluide glacial. Il publie parallèlement plusieurs albums.
Il signe aujourd'hui de nombreux dessins de presse (en particulier, économique).

## Publications
- Le Guide du feignant (dessin), avec Frédéric Huet, Éditions du Ponant, 1987
- Le monde est foot (dessin), avec Plantey et Fauveau, Éditions Michel Lafon, 1998  (ISBN 978-2-840-98383-5)
- Relaxation et sexualité (illustrations), de Suzanne Képes et Philippe Brenot, Odile Jacob, 1998
- Le droit d'en rire, La Tribune, 2003